# Stephan Ulrich
Stephan Ulrich (1969) is een Belgische voormalige atleet, die gespecialiseerd was in het kogelstoten. Hij werd bij de jeugd (kadet t/m junior) 6 maal, en als senior, vijfmaal Belgisch kampioen.

## Biografie
Stepan Ulrich kwam in 1983 als 1° jaar kadet, bij SORG (het huidige HAKI), onder begeleiding van trainer Frank Van Impe en werd in de jeugdcategorieën kadet/scholier, telkens Belgisch kampioen KOGELSTOTEN, en als 2°jaar kadet eveneens Belgisch kampioen op de 200m(23"40). In 1987, als 1° jaar junior behaalde hij in zijn laatste jaar bij SORG, in de 10-kamp 6042 punten. In 1988, als 2° jaar junior, sloot hij samen met zijn trainer Frank, aan bij SVAA(het huidige AVKA), waar hij met de kogel van “7,260kg” (nu stoten de juniores met 6 kg!) al meteen Belgisch kampioen werd met 14m94. Verder veroverde hij tussen 1989 en 1993 outdoor drie en indoor twee Belgische titels. Later onderging SVAA een naamswijziging: STAR en nadien het huidige AVKA. In zijn nadagen waagde Stephan zich ook - samen met RONALD DESRUELLES - aan het bobsleeën. Ze gingen echter overkop en Stephan kwetste zich zodanig aan zijn schouder, dat het voor hem het einde betekende als kampioen kogelstoten...

## Belgische kampioenschappen
Outdoor
| Onderdeel   | Jaar                                                                  |
| ----------- | --------------------------------------------------------------------- |
| kogelstoten | 1983-'84(kadet), 1985-'86(scholier), 1987-'88(junior)1989, 1991, 1993 |
| 200 m       | 1984                                                                  |

Indoor
| Onderdeel   | Jaar       |
| ----------- | ---------- |
| kogelstoten | 1991, 1992 |

## Persoonlijke records
| Onderdeel   | Prestatie | Datum | Plaats |
| ----------- | --------- | ----- | ------ |
| kogelstoten | 17,02 m   | 1990  |        |
| 200m        | 23"40     | 1984  |        |
| 10-kamp     | 6042ptn   | 1987  |        |

## Palmares
kogelstoten
- 1989:  BK AC – 15,88 m
- 1990:  BK indoor AC – 15,60 m
- 1990:  BK AC – 15,49 m
- 1991:  BK indoor AC – 16,86 m
- 1991:  BK AC – 16,61 m
- 1992:  BK indoor AC – 16,31 m
- 1993:  BK AC – 16,28 m
- 1996:  BK AC – 15,70 m
- 1997:  BK indoor AC – 15,55 m
- 1997:  BK AC – 15,58 m